# NGC 6612
NGC 6612 في الفهرس العام الجديد، هي مجرة، تقع في كوكبة القيثارة. اكتشفت في 1886 بواسطة لويس سويفت.

## روابط خارجية
- NGC 6612 على موقع ويكي سكاي: DSS2, SDSS, GALEX, IRAS, Hydrogen α, X-Ray, Astrophoto, Sky Map, Articles and images